# خمسة في يوم
خمسة في اليوم Ace in a day هو مصطلح يشير إلى الطيار العسكري الي يقوم باسقاط خمسة أو أكثر من خمس طائرات من طيارات العدو في يوم الواحد ومن أشهر الطيارين الذين قاموا بها هم جارس يياغر وديفيد ماك كامبل الذين دمروا 9 طيارات في مهمة واحدة.